# Filhos da Madrugada cantam José Afonso
Filhos da Madrugada cantam José Afonso é uma compilação de vários artistas de tributo a José Afonso, cantautor português e poeta popular com notoriedade na poesia de intervenção. O disco foi produzido por Manuel Faria, Tim e João Gil, e as sessões de gravação realizadas entre outubro de 1993 e março de 1994 nos estúdios da Valentim de Carvalho, em Lisboa, num total de 44 dias de gravação mais 20 para misturas. A montagem digital e masterização foram realizadas por Mike Brown no CTS Studios em Londres.
Trata-se do primeiro grande projeto de homenagem a José Afonso passados sete anos sobre o seu falecimento e por ocasião das comemorações do vigésimo aniversário da "Revolução de 25 de Abril de 1974". Vinte bandas portuguesas, de vários quadrantes musicais, foram convidadas a criar novas roupagens dos temas da autoria de um dos maiores compositores e intérpretes da música em Portugal, com o objetivo de transmitir o legado de José Afonso às novas gerações.
Considerado um dos álbuns mais esperados em 1994, Filhos da Madrugada cantam José Afonso apresenta um estilo musical eclético e som agradável com elementos do pop, música popular, rock e punk – sem prejuízo na lírica interventiva – que revestem as novas versões trabalhadas pelas bandas portuguesas mais mediáticas no início da década de 1990. Editado em 27 de abril de 1994, pela BMG Ariola, tornou-se imediatamente um enorme sucesso comercial e crítico, recebendo a certificação de disco de platina no próprio dia do lançamento.
No dia 30 de junho de 1994 – assinalando também o ano de Lisboa Capital Europeia da Cultura – as bandas envolvidas, conjuntamente com Sérgio Godinho, participaram num gigantesco e memorável espetáculo no antigo Estádio José Alvalade, sendo o maior concerto de sempre em Portugal só com artistas nacionais.

## Antecedentes e desenvolvimento
A ideia conjunta dos músicos Manuel Faria, Tim e João Gil em abraçar um projeto que homenageasse José Afonso pelas novas gerações, obteve grande aceitação. Após dois anos de planeamento, conseguiram o apoio da multinacional BMG e da organização de Lisboa 94–Capital Europeia da Cultura.

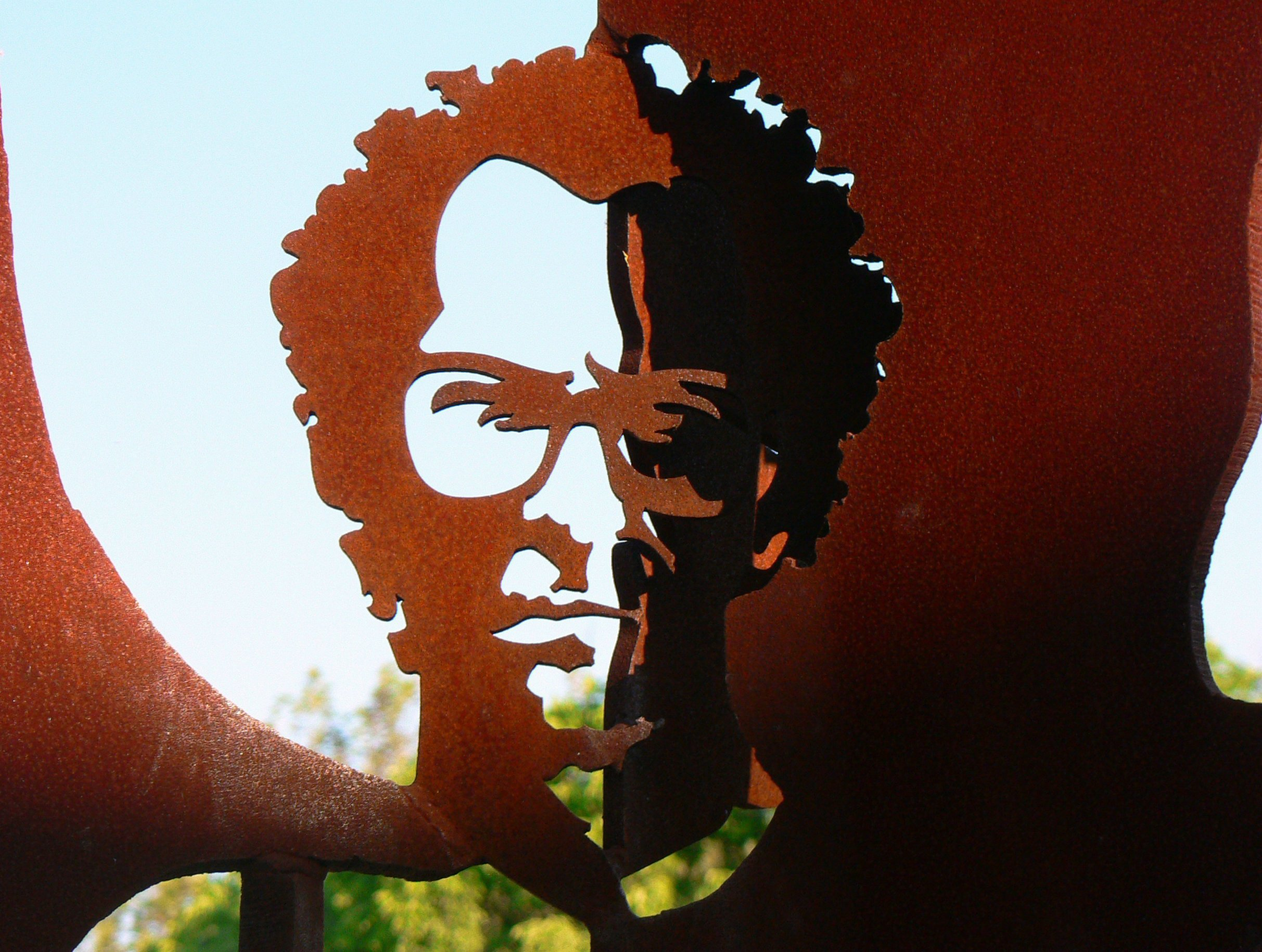
Monumento de José Afonso em Grândola.

A canção lírica e satírica de raízes populares, pela qual, há quase oito séculos, principiou o registo da poesia portuguesa, veio encontrar um surpreendente renovo no último decénio de resistência ao fascismo. Depois, neste quase decénio mais recente em que tem ocorrido um processo sinuoso de luta por uma democracia real à medida das atuais possibilidades técnicas e humanas, José Afonso foi um daqueles novos segréis que criativamente reataram uma tão velha tradição nacional.

Legado de José Afonso evocado pelo jornalista José A. Salvador.
 Elaboraram um projeto ambicioso, delicado e de extrema importância cultural, reunindo 121 músicos repartidos por 20 bandas. O processo de escolha das músicas não foi igual para todos, como recordou Manuel Faria: “Demos uma coleção completa de toda a discografia do Zeca a todos para ouvirem, depois decidimos que o 'Venham Mais Cinco' ia para os Tubarões, porque havia muitas bandas que a queriam, e que a 'Grândola' seria feita por todos. Sugerimos a algumas bandas músicas, mas houve outras que escolheram”, concluiu. O disco marcou a estreia discográfica dos Vozes da Rádio e também dos Frei Fado d'El Rei que, juntamente com os Essa Entente, foram selecionados em concurso destinado a recolher participações de bandas menos conhecidas. A edição contemplou os três formatos existentes na época: duplo disco compacto, dupla cassete e duplo disco de vinil. Foi também editado um disco compacto interativo, formato inovador na época, com informações sobre o projeto, entrevistas com o produtor Manuel Faria e com as bandas participantes, letras das vinte canções e ainda a discografia completa de José Afonso. A edição contemplou também cinco videoclips repartidos pelos Sitiados, Madredeus, Delfins, Resistência e Xutos & Pontapés com imagens captadas no decorrer das gravações áudio nos estúdios da Valentim de Carvalho.
No dia 30 de junho, o álbum foi apresentado ao vivo perante uma multidão que encheu o Estádio José Alvalade por ocasião de Lisboa 94 Capital Europeia da Cultura. O concerto intitulado "Filhos da Madrugada ao Vivo" foi gravado pela estação de televisão RTP, no entanto, a exibição sofreu constantes adiamentos devido a divergências e atrasos com as autorizações dos músicos e agentes envolvidos. Posteriormente algumas bandas recuperaram a sua prestação no concerto para registo em nome próprio, caso dos Sétima Legião com a canção "Cantigas do Maio", como faixa extra no álbum de vídeo Memória de 2012.

## Sobre o homenageado
José Manuel Cerqueira Afonso dos Santos, Zeca para amigos, foi um compositor notável, que soube conciliar a música popular e os temas tradicionais com a palavra de protesto social. Foi um símbolo da resistência democrática contra a ditadura salazarista, regime político que vigorou em Portugal durante 41 anos sem interrupção. Desse tempo fica o registo da arte da canção e da poesia, a coragem dos cantores perseguidos, aprisionados, com os discos censurados e os espetáculos proibidos. 
José Afonso tentou comunicar valores e ideais, utopias e mensagens libertadoras, ansiou por um Portugal sem tabus, sem ter de calar o valor da liberdade, pelo que se tornou num vulto histórico, num modelo de afronta na luta contra o regime. Suas canções premeiam uma veia criadora, intensamente preocupada com causas humanas e sociais e são exemplo de ação e de luta constante, objetivando provocar a agitação e mudança contra o marasmo fomentado por um regime que necessitava de ser questionado e, por fim, substituído.—  O historiador Albano Viseu refere a importância social e política das canções de José Afonso.
O poeta da liberdade, José Afonso, faleceu em Setúbal no dia 23 de fevereiro de 1987, com 57 anos, vítima de doença prolongada. Deixou o legado de 22 discos que revestem um artista da música, da poesia e da voz, que pôs a sua arte ao serviço da cidadania de uma maneira desprendida e desinteressada de forma a contribuir para uma sociedade sem muros nem ameias e sem exploradores nem explorados – "Em cada esquina um amigo/ Em cada rosto igualdade" – perpetuou o autor. Sete anos depois da sua morte, é revelador do génio, da força e da influência de José Afonso, que a sua arte continue a embalar velhas e a despertar novas gerações portuguesas e não só, perpetuando-se e regenerando-se, sem que se apague a chama que continua a dar vida a noites e dias inteiros. José Afonso acreditava que a música tinha um papel transformador, que era essa a sua função enquanto músico. Mesmo depois do 25 de Abril, quando percebeu que a sociedade não seguia o rumo que ele teria querido, nunca desistiu. Tanto em 1970 como em 1994, a música é detonada pelo seu tempo e pode fazer muitos estragos. As palavras não são armas mas podem ser usadas como tal. Portugal castigou-o como professor, esgotou-o como músico, maltratou-o como homem. A tudo resistiu, porque era assim que via a vida: como um ato de resistência, uma revolta contra o vazio.

## Letras e temas
Bandas como os UHF, Xutos & Pontapés, GNR, Censurados ou Mão Morta imprimiram uma visão rock aos temas de José Afonso desde o heavy mais intenso ao folk mais suave. Outros, porém, desmarcaram-se dos estilos convencionais: Vozes da Rádio numa abordagem a cappella e Opus Ensemble em versão instrumental. No entanto, não faltam os que mantêm fidelidade ao trovador da liberdade, caso dos Sitiados, ou dos Tubarões, com incursões pela música popular portuguesa e raízes tradicionais moçambicanas, respetivamente. São algumas canções que, pela arte da escrita, fintaram a censura.
 O disco abre com o emblemático "Maio Maduro Maio", um belíssimo tema de inspiração popular trabalhado e interpretado pelos Madredeus. Foi lançado originalmente no álbum Cantigas do Maio (1971), e marcou o momento de viragem no percurso de José Afonso para um acompanhamento instrumental mais enriquecido e elaborado. É o disco que mais temas fornece. Segue-se a canção "Coro dos Tribunais", entregue aos GNR. O tema foi lançado no pós 25 de Abril numa nova fase na carreira do poeta de intervenção, então, caracterizada por ritmos africanos e com textos já não sujeitos à revisão da censura prévia. As faixas "A Formiga no Carreiro", "Venham Mais Cinco" e "Os Índios da Meia Praia" interpretadas pelos Sitiados, Tubarões e Vozes da Rádio, respetivamente, apresentam arranjos fiéis à linhagem musical de José Afonso. O primeiro é uma metáfora para novos rumos, de quem faz a diferença, fala daqueles que corajosamente seguem o caminho em sentido contrário do estabelecido pelo poder político autoritário, enquanto o segundo é uma forte mensagem de contestação social, e apelo à unidade, como forma de festejar a libertação do país. Já o terceiro fala de um bairro auto construído por famílias de pescadores que se instalaram na aldeia da Meia Praia, em Lagos, na década de 1960, à procura de trabalho. O aspeto artesanal das casas valeu-lhes a alcunha de índios, os Índios da Meia Praia.

A morte saiu à rua num dia assim

Naquele lugar sem nome p'ra qualquer fim,

Uma gota rubra sobre a calçada cai

E um rio de sangue dum peito aberto sai.

O vento que dá nas canas do canavial

E a foice duma ceifeira de Portugal,

E o som da bigorna como um clarim do céu

Vão dizendo em toda a parte, o pintor morreu.

Teu sangue, pintor, reclama outra morte igual

Só olho por olho e dente por dente vale,

A lei assassina a morte que te matou

Teu corpo pertence à terra que te abraçou.

Aqui te afirmamos dente por dente assim

Que um dia rirá melhor quem rirá por fim,

Na curva da estrada há covas feitas no chão

E em todas florirão rosas duma nação.

A morte saiu à rua num dia assim

Naquele lugar sem nome p'ra qualquer fim,

Uma gota rubra sobre a calçada cai

E um rio de sangue dum peito aberto sai.

Sai do peito, peito aberto, sangue sai, sai, sai

Sangue, sangue, sangue,

E o pintor morreu, e o pintor morreu,

Dizem, dizem, morreu.

O vento que dá nas canas do canavial.

– José Afonso.
Peste & Sida, Ritual Tejo e Delfins optaram pela roupagem rock, respetivamente, nas canções "O Homem da Gaita" (prestígio recuperado na nova ordem militar após o 25 de Abril), "Canto Moço" (unidade na luta para mudar o regime na procura de um libertador e da libertação)  e "Vejam Bem" (força do pensamento como vetor de mudança, sem esquecer o desamparo social de quem ousava opor-se ao regime). Por outro lado, os Diva apresentaram um folk perfumado na "Canção de Embalar" (alusão à estrela d' Alva, saudada pelas crianças, depois do retiro dos adultos). O primeiro disco fecha com o instrumental "Era um Redondo Vocábulo", pelo quarteto Opus Ensemble, um tema fabuloso escrito e composto, em 1973, durante a estada de José Afonso na prisão de Caxias.
O alinhamento do segundo disco inicia-se com o tema "Coro da Primavera", pelos Xutos e Pontapés, uma mensagem surrealista de afirmação do ideal da liberdade que resistiu ao longo dos anos a todas as tentativas de lubrificação. A sonoridade rock está igualmente presente nas versões dos Mão Morta, Censurados e UHF que, respetivamente, intensificaram as canções "O Avô Cavernoso" (alegoria ao ditador Salazar e ao cardeal Cerejeira), "O que Faz Falta" (incentivo à coesão para conseguir resistir) e "A Morte Saiu à Rua" (homenagem ao escultor José Dias Coelho assassinado pela PIDE em 1961). A componente interventiva continua presente na lírica das canções, como é notório no tema surrealista "Senhor Arcanjo", na versão dos Essa Entente, e em "Traz Outro Amigo Também" na voz singular de Viviane dos Entre Aspas. Esta canção exprime o mais persuasivo e generoso companheirismo entre homens e mulheres na luta pela democracia. "Grândola Vila Morena" – aclamado hino intemporal da liberdade – é a faixa que fecha o álbum e é interpretado por elementos das várias bandas acompanhados pelo Coro Infantil de Santo Amaro de Oeiras. Foi uma das canções-senha do Movimento das Forças Armadas (MFA) que pôs termo, em 1974, aos quarenta e um anos ininterruptos de ditadura em Portugal.

## Lista de faixas
O duplo disco compacto é composto por 21 faixas em versão padrão da autoria de José Afonso, com exceção de "Coro dos Tribunais" que é uma adaptação de um texto de Bertolt Brecht com música do homenageado, e de "Ronda dos Mafarricos" com letra de António Quadros. De salientar a estreia discográfica dos Vozes da Rádio e dos Frei Fado d'El Rei.
| CD1 |                           |                              |                |         |  |
| N.º | Título                    | Compositor(es)               | Banda          | Duração |  |
| 1.  | "Maio Maduro Maio"        | José Afonso                  | Madredeus      | 4:13    |  |
| 2.  | "Coro dos Tribunais"      | José Afonso / Bertolt Brecht | GNR            | 4:56    |  |
| 3.  | "A Formiga no Carreiro"   | José Afonso                  | Sitiados       | 3:56    |  |
| 4.  | "Os Índios da Meia Praia" | José Afonso                  | Vozes da Rádio | 3:49    |  |
| 5.  | "Venham Mais Cinco"       | José Afonso                  | Os Tubarões    | 4:46    |  |
| 6.  | "O Homem da Gaita"        | José Afonso                  | Peste & Sida   | 2:30    |  |
| 7.  | "Canto Moço"              | José Afonso                  | Ritual Tejo    | 3:14    |  |
| 8.  | "Vejam Bem"               | José Afonso                  | Delfins        | 5:00    |  |
| 9.  | "Canção de Embalar"       | José Afonso                  | Diva           | 5:55    |  |
| 10. | "Era um Redondo Vocábulo" | José Afonso                  | Opus Ensemble  | 3:10    |  |

| CD2            |                            |                               |                                                                      |         |  |
| N.º            | Título                     | Compositor(es)                | Banda                                                                | Duração |  |
| 1.             | "Coro da Primavera"        | José Afonso                   | Xutos & Pontapés                                                     | 5:19    |  |
| 2.             | "Cantigas do Maio"         | José Afonso                   | Sétima Legião                                                        | 6:30    |  |
| 3.             | "Chamaram-me Cigano"       | José Afonso                   | Resistência                                                          | 4:58    |  |
| 4.             | "Traz outro Amigo Também"  | José Afonso                   | Entre Aspas                                                          | 4:10    |  |
| 5.             | "O Avô Cavernoso"          | José Afonso                   | Mão Morta                                                            | 5:02    |  |
| 6.             | "Que o Amor Não me Engana" | José Afonso                   | Frei Fado d'El Rei                                                   | 3:45    |  |
| 7.             | "O que Faz Falta"          | José Afonso                   | Censurados                                                           | 7:16    |  |
| 8.             | "Ronda das Mafarricas"     | José Afonso / António Quadros | Brigada Victor Jara                                                  | 4:23    |  |
| 9.             | "A Morte Saíu à Rua"       | José Afonso                   | UHF                                                                  | 4:50    |  |
| 10.            | "Senhor Arcanjo"           | José Afonso                   | Essa Entente                                                         | 4:48    |  |
| 11.            | "Grândola, Vila Morena"    | José Afonso                   | Elementos das várias bandas e Coro Infantil de Santo Amaro de Oeiras | 2:13    |  |
| Duração total: | Duração total:             | Duração total:                | Duração total:                                                       | 1:30:43 |  |

## Desempenho comercial
Filhos da Madrugada cantam José Afonso recebeu a certificação de disco de platina no próprio dia do lançamento, atingindo posteriormente a dupla platina. Foi também editado em Espanha mas não ocupou posição relevante na tabela de vendas.

## Créditos
A elaboração de Filhos da Madrugada cantam José Afonso foi realizada em 44 dias de gravação, mais 20 para misturas, e envolveu 121 músicos repartidos por vinte bandas. Lista-se abaixo os profissionais envolvidos de acordo com o encarte do disco compacto.

### Produção
- Manuel Faria, Tim e João Gil – produção
- Mariana Matos – assistente de produção
- Mike Brown – Masterização e montagem digital
- Henrique Cayatte – conceção da capa
- Paulo Costa Pinto – fotografia capa
- Joaquim Lobo – fotografia contracapa

### Músicos
| Madredeus - Gabriel Gomes – acordeão | GNR - Tóli César Machado – bateria | Sitiados - Jorge Quadros – bateria | Vozes da Rádio - Rui Vilhena – vocal |

| Tubarões - Alcides Gonçalves – bateria | Peste & Sida - Sérgio Nascimento – bateria | Ritual Tejo - Quim Zé Rebelo – bateria | Delfins - Emanuel Ramalho – bateria |

| Diva - João Vitorino – bateria | Opus Ensemble - Bruno Pizzamiglio – oboé | Xutos & Pontapés - Kalú – bateria | Sétima Legião - Nuno Cruz – bateria |

| Resistência - Alexandre Frasão – bateria | Entre Aspas - Janaca – bateria | Mão Morta - Miguel Pedro – bateria | Frei Fado D'El Rei - Mário Amaro Costa – percussão |

| Censurados - Samuel Palitos – bateria | Brigada Victor Jara - Quim Né – bateria, percussão | UHF - Fernando Pinho – bateria | Essa Entente - Paulo Neto – bateria, percussão |